# 高桥旧宅
36°3′41″N 120°19′18.5″E / 36.06139°N 120.321806°E
高桥旧宅，历史优秀建筑名单称为“坂井贞一宅第旧址”，是位于中国山东省青岛市市南区太平路23号的一座住宅，建于1929年，现为市南区一般不可移动文物。

## 历史
太平路23号住宅始建于1929年，为日本建筑师三井幸次郎设计，1930年建成。历史优秀建筑名单及《青岛文物志》认为该楼最初为日商坂井贞一的住宅，也有说法为日侨高桥（M. Takahashi）的住宅。后来经发掘档案资料，证明该楼最初业主为青岛取引所理事、胶澳电气公司经理高桥光隆，坂井贞一在此工程中的身份可能为代办。该楼最初设计于1928年，但因迟迟未动工，请照超期，后经市政部门催促，于1929年11月补交图纸、请照，1930年4月完工。
有资料称该建筑1939年时为青岛满铁办事处。该建筑现为民宅。2000年，该建筑列入青岛市第一批历史优秀建筑。2012年11月6日，该建筑列入市南区未核定为文物保护单位的不可移动文物（一般不可移动文物）名录。

## 建筑特色
该建筑占地面积2174平方米，建筑面积465.8平方米，砖木结构，地上2层带阁楼，地下1层。正立面中轴对称，花岗岩砌墙基，一层为清水红砖墙面，两端各设一券门，檐口两端起山墙，以半木构装饰，下方凸出为阳台，坡屋顶略起翘，中央起老虎窗。室内设木制地板。整体具有和洋折衷风格。

## 图集
- 青岛满铁办事处
- 高桥旧宅，2019年3月